# グリーゼ581e
グリーゼ581 e（Gliese 581 e）は、太陽系から約20光年離れた、赤色矮星グリーゼ581の周囲を公転する太陽系外惑星。この星系の惑星としては4番目に発見され、最も内側を公転する第1惑星である。地球質量の1.9倍程度と、これまで発見された太陽系外惑星で最も小さく、また地球の大きさに最も近い。しかし恒星から0.03 auの距離にあり、ハビタブルゾーンからは外れている。またその高い温度、小ささ、強い放射線により、大気は存在しないと考えられている。

## 発見
スイスのジュネーブ天文台のミシェル・マイヨールらのチームによって、ラ・シヤ天文台の3.6mの望遠鏡を用いて発見された。この発見は2009年4月21日に発表された。マイヨールらのチームは視線速度の技術を用いて、惑星の軌道の大きさや質量を測定した。